# Vairas Šiauliai-i Kerékpár- és Motorgyár

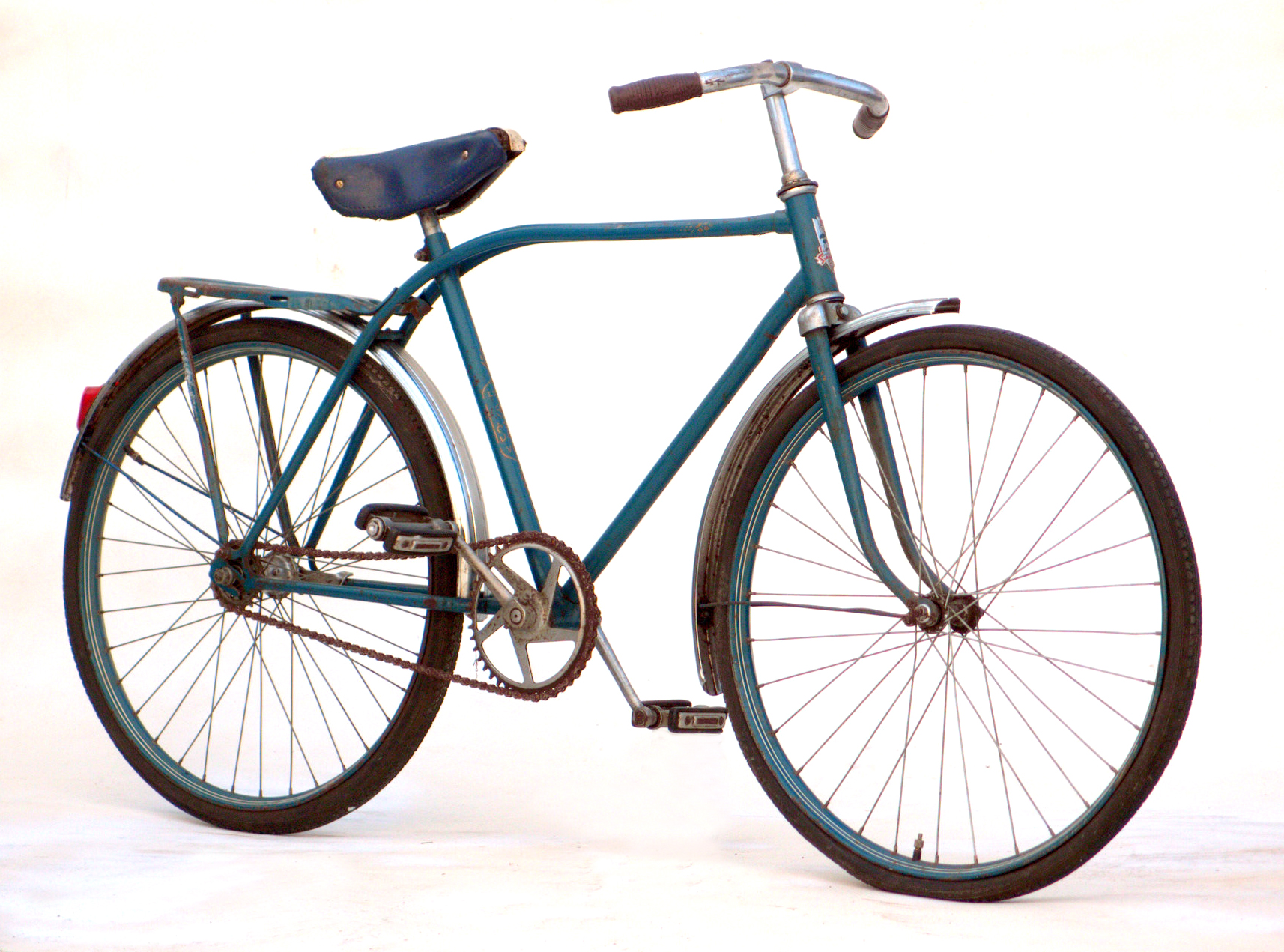
A V–72 Orljonok kerékpár

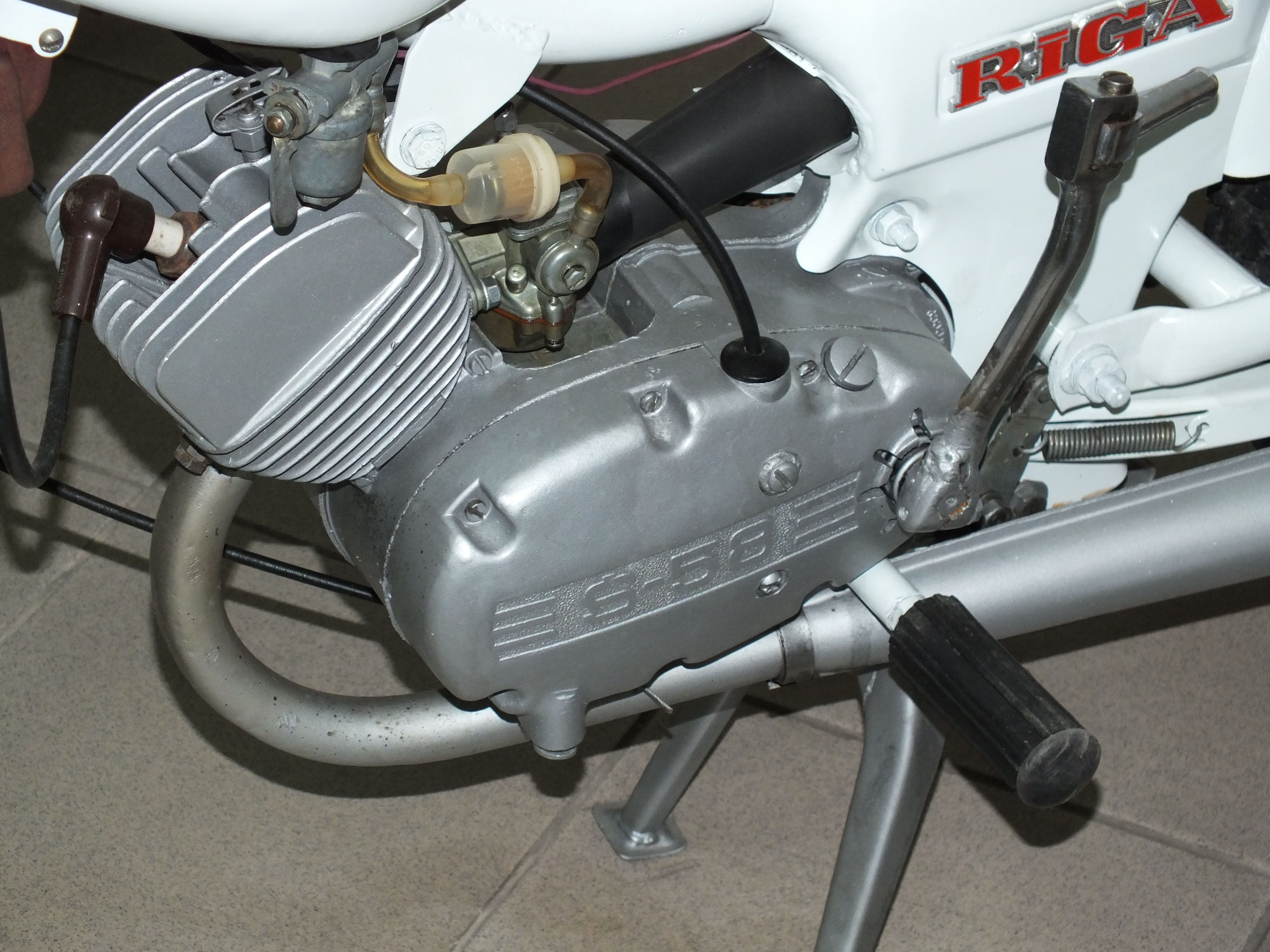
Riga mopedbe épített Š–58-as motor

A Vairas Šiauliai-i Kerékpár- és Motorgyár a litvániai Šiauliaiban működő gépgyár, amely a szovjet időszakban kerékpárokat és kétütetmű mopedmotorokat gyártott. Ez a cég volt a Szovjetunióban az ifjúsági és gyermekkerékpárok legnagyobb gyártója. Napjainkban Baltik Vairas néven működik és kerékpárokat gyárt.

## Története
1948-ban hozták létre a gyárat kerékpárok gyártására. A gépek és berendezések jelentés része Németországból származott és jóvátételként hurcolták el a Szovjetunióba. Első gyártmányai a V–72 Orljonok (litvánul: Ereliukas) és a V–82 Lasztocska (litvánul: Kregždutė) ifjúsági kerékpárok voltak, melyeket 1951-től készített. Ezeket a modelleket 1949-től a Miniszki Kerékpárgyár készítette, de ott elkezdődött az M–1M motorkerékpár (a német DKW RT 125 szovjet másolata) sorozatgyártásának az előkészítése, ezért a két kerékpármodell gyártását átadták a šiauliai-i üzemnek. A V–72 Orljonok gyártása változtatás nélkül folyt 1978-ig.  1951-ben évi 18 ezer, 1952-ben 37 ezer, 1954-ben pedig már 200 ezer darab kerékpárt készített a gyár. 1954-ben kezdték el exportálni is a cég termékeit, melyek ekkortól Magyarországra is eljutottak.
A gyár 1962-ben kezdte el a kisteljesítményű kétütemű mopedmotorok sorozatgyártását. Az első motortípus az Š–50 (Ш–50) volt, melyet a Riga–1 mopedhez készített a gyár. A másfél LE-s Š–50-es a csehszlovák Jawa 552-es motor szovjet másolata volt. Ekkor kapta a vállalat a Šiauliai-i Kerékpár- és Motorgyár nevet is. Az az Š–50-t továbbfejlesztve később újabb motorok gyártását kezdte el a cég, amely a Szovjetunióban a mopedmotorok egyik fő előállítója volt. 1977-től gyártotta az Š–58-as motort, amelynél már elhagyták a pedálokat, helyette berúgókart kapott a motor. A šiauliai gyár motorjait a Vörös Csillag Rigai Motorkerékpárgyár és a Lvivi Motorkerékpárgyár mopedjeibe építették be.
A gyár fennállásának első harminc éve alatt 7,5 millió kerékpárt és közel 3 millió mopedmotort állított elő.
A Szovjetunió felbomlása után a cégnél a motorgyártás megszűnt. A privatizált cég részvényeinek többségét 1993-ban a német Pantherwerke AG kerékpárgyártó szerezte meg. 1994-ben a céget átnevezték Baltik Vairas névre és tovább folytatta a kerékpárgyártást.
A Baltik Vairast 2013-ban egy dán magánbefektető vásárolta meg. A gyártási mennyiség 2014-re évi 350 ezer darabra nőtt, Észak-Európa legnagyobb kerékpárgyártójává nőtt a cég. 2014-ben bevezették a saját Minerva márkanevüket is.

## Jedgyzetek
1. ↑  Vairas magyar jelentése: kormány
2. ↑  A motorblokkokon a litván Š–50 és a cirill betűs Ш–50 felirat egyaránt előfordul.
3. ↑  https://www.zr.ru/archive/zr/1962/07/mopiednyi-dvighatiel-sh-50?return=84c88627674a70444aed576b18948d3ea8544d63::4#13%5B%5D
4. ↑  Panther / история, производство и интересные факты о старейшем немецком предприятии по производству велосипедов. dreambikes.ru. [2018. január 11-i dátummal az eredetiből archiválva]. (Hozzáférés: 2018. február 24.)

## További információ
- A cég honlapja